# Salagena obsolescens
Salagena obsolescens is een vlinder van de familie van de Metarbelidae. De wetenschappelijke naam van de soort is voor het eerst gepubliceerd in 1910 door George Francis Hampson.

## Verspreiding
De soort komt voor in Zambia, Mozambique, Namibië, Zimbabwe en Zuid-Afrika.

## Waardplanten
- Combretaceae
  - Combretum collinum
  - Combretum zeyheri
- Juglandaceae
  - Carya illinoinensis
- Moraceae
  - Ficus
- Myrtaceae
  - Eugenia capensis
  - Eugenia cordata
  - Psidium guajava
  - Syzygium cordatum
- Proteaceae
  - Macadamia integrifolia
  - Macadamia tetraphylla
- Sapindaceae
  - Litchi chinensis
  - Pappea capensis